# Dvorska vas, Radovljica
Dvorska vas este o localitate din comuna Radovljica, Slovenia, cu o populație de 179 de locuitori.